# بريتونسيل (أورن)
بريتونسيل هي بلدية في أورن في شمال غرب فرنسا.